# スマッシング・パンプキンズ
スマッシング・パンプキンズ（The Smashing Pumpkins）は、アメリカのロックバンド。1988年にイリノイ州シカゴで結成。日本における略称は「スマパン」。2000年に解散するまでの間にグラミー賞に10度ノミネートされ、4枚のアルバムがプラチナムに認定されるなど、90年代のオルタナティヴ・ロックを代表するバンドの一つであった。2006年にバンドメンバーを入れ替えて再始動。

## 来歴

### 結成からデビューまで
1988年、アメリカのシカゴにてビリー・コーガンとジェームス・イハが出会う。意気投合した二人はバンドを組むことに決め、同年の7月9日にスマッシング・パンプキンズとしての初ライヴを行う。その後、ベーシストとしてダーシー・レッキー、ドラマーとしてジミー・チェンバレンが加入。サブ・ポップなどのインディーレーベルからシングルを出した後1991年に初のアルバム『ギッシュ』を発表する。

### 絶頂と転落
パンプキンズのデビューアルバムが発売された1991年は、ちょうどニルヴァーナ『ネヴァーマインド』が発表され、グランジブームを巻き起こしていた年でもあった。当時、パンプキンズは数多あるオルタナティヴ・バンドの一つにすぎないとみなされており、バンドの中心であるビリーは「次のアルバムで成功しなければ、その次はない」と考えるようになっていた。このようなプレッシャーの中で、2作目のアルバム『サイアミーズ・ドリーム』（1993年）は制作された。代表曲のひとつ「トゥデイ」を収録した同作は聴衆と評論家の双方に受け入れられ、プラチナに認定されるなど商業的にも成功した。
さらに、続く2枚組の大作アルバム『メロンコリーそして終りのない悲しみ』（1995年）は米国のみで1000万枚近くのセールスを記録。グラミー賞では7部門にノミネートされ、『タイム』誌の年間ベストアルバムに選ばれるなど、音楽的にも高い評価を得る。しかし1996年7月、ツアー中のニューヨーク市においてヘロインによる薬物中毒によりサポートメンバーのジョナサン・メルビンが死亡、同室で薬物を摂取していたジミーが逮捕される事件が起きてしまう。バンドは苦渋の決断の末、ジミーを解雇する。
1998年に発売されたアルバム『アドア』は正式なドラマーの不在のもとで制作され、音楽的にもギターを中心としたサウンドから打ち込みを駆使したサウンドへと変貌を遂げた。しかし、アメリカ国内では前作ほどセールスが伸びず、商業的には失敗作とみなされる結果となった。
1999年、ビリーはジミーと連絡をとり、バンドに復帰させる。2000年には『マシーナ/ザ・マシーンズ・オブ・ゴッド』が発表されるが、アルバムの完成と同時にダーシーが脱退。急遽、後任のベーシストとして元ホールのメリッサ・オフ・ダ・マーを迎えることになった。

### 解散
2000年5月23日、ビリーはラジオのインタビューにてパンプキンズの解散を発表。有終の美を飾るべく、日本を含む世界各地を回るツアーが行われた後の同年12月2日、パンプキンズはデビュー時より縁のあるシカゴのライヴハウスで最後の公演を行い、解散した。
解散が発表された後、『マシーナ』の続編として制作された『Machina II/The Friends & Enemies Of Modern Music』が世界で25組のみプレスされ、バンドの友人やファンサイトなどに配られた。同作はインターネットを通じて無償で配信されリスナーのもとに届けられた。このような形式をとった理由について、ビリーは「レコード会社に金儲けさせるくらいなら、ファンに無償提供していろんな人に広めてくれたほうがいいと思った」と語った。
パンプキンズの解散後、ビリーとジミーの二人は『ズワン』を結成。アルバム1枚を発表したが、ほどなくして解散した。

### 再結成

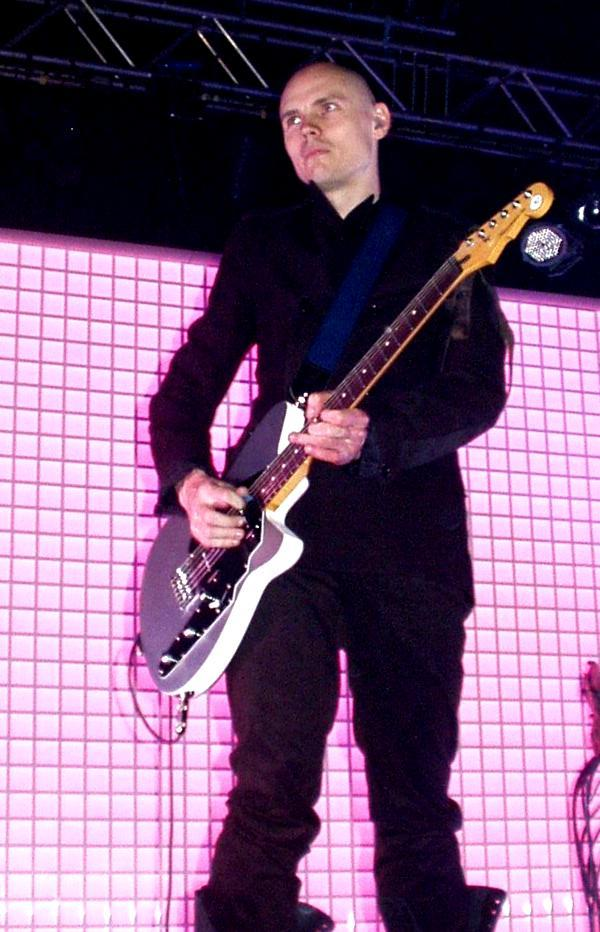
2005年、ドイツ・ケルンにて

2005年6月21日にビリーは、シカゴ・トリビューン紙の全面広告で、パンプキンズの再結成と活動再開を計画していることを発表した。
2006年4月20日、オフィシャルサイトにて活動再開を発表。ビリーとジミーの二人以外のメンバーは明らかにならなかったが、アルバムを制作中であることが伝えられた。翌年4月、ジェームスとメリッサは再結成に参加する意思がないことを公表。
2007年5月22日、ビリーとジミーに新メンバーを加えたパンプキンズはフランス・パリにて約7年ぶりとなるライブを行う。さらに7月には新アルバム『ツァイトガイスト』を発売。先行シングルとして「タランチュラ」がリリースされた。
2008年ビリーは今後スマッシング・パンプキンズとして新しいアルバムをリリースするつもりはないことを表明。
2009年3月、ジミーが再び脱退することを発表。後任探しのオーディションが行われ、19歳のマイク・バーンが正式メンバーに選ばれた。
同年9月、『ティアガーデン・バイ・カレイディスコープ』と題した新作のレコーディングが開始されたことを発表。44曲が収録予定で、完成した曲はオフィシャル・サイトを通じて配信されることになった。
2010年5月、ヴェルーカ・ソルト等での活動歴のあるニコール・フィオレンティーノが加入。同年8月、パンプキンズは解散以来10年ぶりの来日を果たし、サマーソニック2010に参加したほか、東京で二晩続けて追加公演を行った。
2012年6月19日、『オセアニア〜海洋の彼方』を発表。セールス面では好調なスタートを切り、ビルボード4位を記録した。
2014年3月にビリーは新しくBMGと契約したことを報告する。6月にはマイクがバンドを脱退したことと、ニコールもこれ以降のレコーディングに参加しないことが発表された。12月にアルバム『モニュメンツ・トゥ・アン・エレジー』が発表され、好意的なレビューに迎えられた。11月からツアーを行い、ベーシストはザ・キラーズのマーク・ストーマー、ドラマーはレイジ・アゲインスト・ザ・マシーンのブラッド・ウィルクが務めた。
2015年には、脱退したマイク代役として、ジミーが二度目の復帰をし、2018年に正式メンバーとして加入、同年にはジェームスが正式メンバーとしてバンドに復帰することが公表された。
2023年10月、ジェフ・シュローダー（ギター）がバンドから脱退したことを発表。
2024年1月、ジェフの後任ギタリストの一般公募オーディションを開催。4月、オーディションを経て、Nylon Pinkなどで活動していたキキ・ウォン (Kiki Wong)がサポートメンバーとして加入。6月7日から7月16日まで、UK / ヨーロッパ・ツアーを開催。イギリスでの公演にはウィーザーが参加。8月2日には、スタジオ・アルバム『Aghori Mhori Mei』をデジタル配信でリリースした。

## 彼らの音楽的な影響
スマッシング・パンプキンズが少年期に大きく影響を受けたのは、ビートルズ、 レッド・ツェッペリン、 ブラック・サバス、 ジミ・ヘンドリックス、 ニール・ヤング、 ルー・リード、メタリカ、ザ・キュアー、 スージー・アンド・ザ・バンシーズ、 ジョイ・ディヴィジョン やマイ・ブラッディ・ヴァレンタイン。

## メンバー
- ビリー・コーガン (Billy Corgan) - ボーカル、リードギター （1988-2000、2006-）
- ジェームス・イハ (James Iha) - ギター、ボーカル (1988-2000、2018-)
- ジミー・チェンバレン (Jimmy Chamberlin) - ドラムス (1988-1996、1999-2000、2006-2009、2015-)

### サポートメンバー
- ジャック・ベイツ (Jack Bates) - ベース (2015、2018-)
- ケイティ・コール (Katie Cole) - キーボード、ギター、ベース、コーラス (2015、2016-)
- キキ・ウォン (Kiki Wong) - リズムギター (2024 - )

### 旧メンバー
- ダーシー・レッキー (D'arcy Wretzky) - ベース、コーラス (1988-1999)
- メリッサ・オフ・ダ・マー (Melissa Auf der Maur) - ベース、コーラス (1999-2000)
- マイク・バーン (Mike Byrne) - ドラムス (2009-2014）
- ニコール・フィオレンティーノ　(Nicole Fiorentino)- ベース、コーラス (2010-2014）
- ジェフ・シュローダー (Jeff Schroeder) - リズムギター (2006-2023）

#### 旧サポートメンバー
- ジョナサン・メルビン (Jonathan Melvoin) - キーボード (1995-96) ※1996年死去
- マット・ウォーカー (Matt Walker) - ドラムス (1996-97)
- リサ・ハリトン (Lisa Harriton) - キーボード (2007-2009)
- ジンジャー・プーリー (Ginger Pooley) - ベース、コーラス (2007-2010)
- マーク・ストーマー (Mark Stoermer) - ベース (2014-2015)
- ブラッド・ウィルク (Brad Wilk) - ドラムス (2014-2015)

## ディスコグラフィ

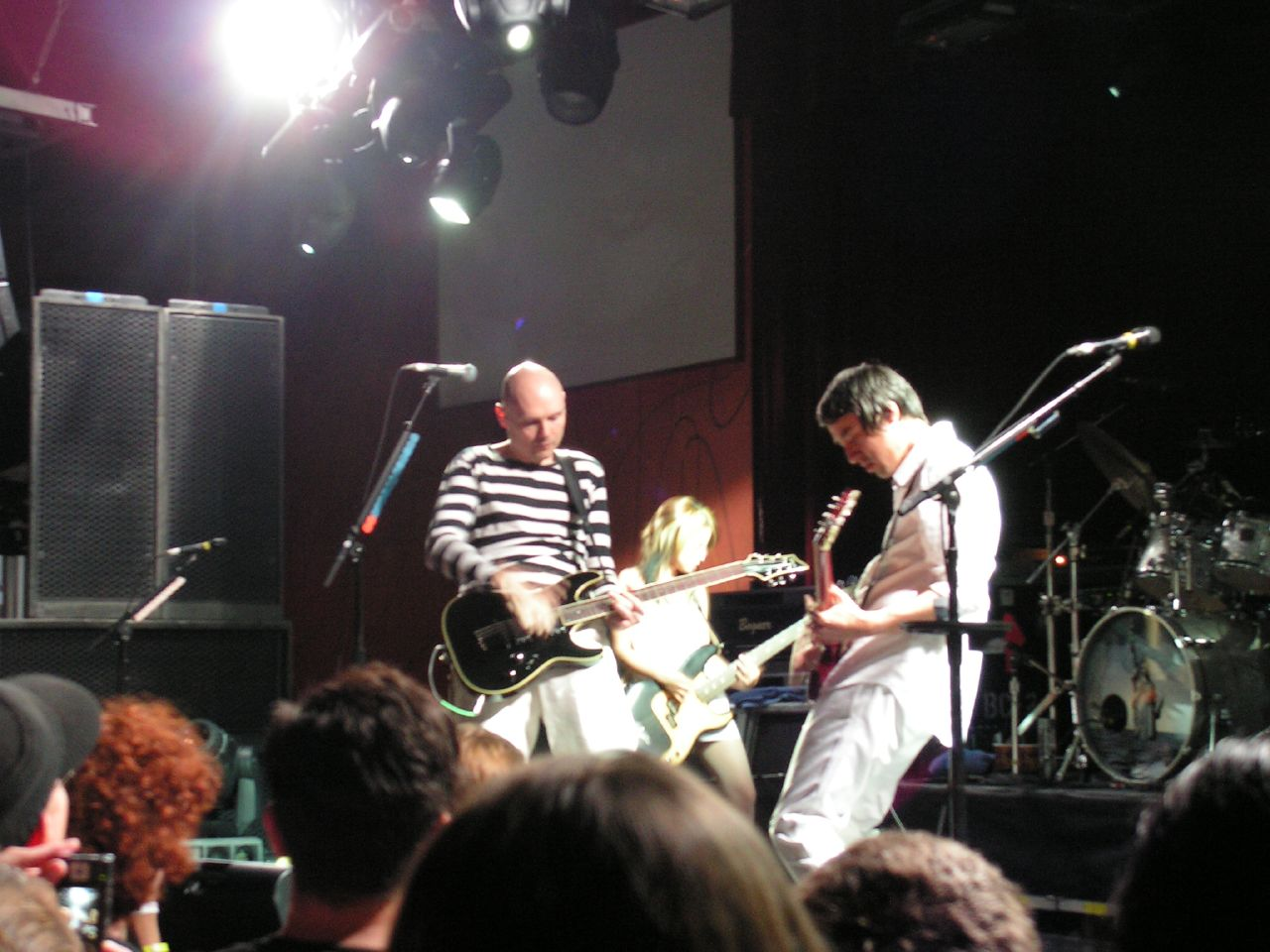
2007年

### スタジオ・アルバム
- ギッシュ - Gish (1991年)
- サイアミーズ・ドリーム - Siamese Dream (1993年)
- メロンコリーそして終りのない悲しみ - Mellon Collie and the Infinite Sadness (1995年)
- アドア - Adore (1998年)
- マシーナ/ザ・マシーンズ・オブ・ゴッド - Machina/the machines of God (2000年)
- マシーナII - Machina II/the friends & enemies of modern music (2000年)

マシーナの続編。アルバム本体とB面を数曲収録したEP3枚を、ビリー自身が立ち上げたレーベル「Constantinople Records」からフリー・ダウンロードでリリースされた。
- ツァイトガイスト - Zeitgeist (2007年)
- ティアガーデン・バイ・カレイディスコープ - Teargarden by Kaleidyscope (2009年-)

2009年から数年かけて全44曲を数ヶ月ごとに1曲、または4曲入りEPごとにフリー・ダウンロード（MP3）方式でリリースしている。
- オセアニア〜海洋の彼方 - Oceania (2012年)
- モニュメンツ・トゥ・アン・エレジー - Monuments to an Elegy (2014年)
- シャイニー・アンド・オー・ソー・ブライト VOL.1 / LP:ノー・パスト、ノー・フューチャー、ノー・サン - Shiny and Oh So Bright, Vol.1/LP:No Past. No Future. No Sun.（2018年）
- CYR - Cyr (2020年)
- Atum: A Rock Opera in Three Acts (2023年)
- Aghori Mhori Mei（2024年）

デジタル配信でリリース。

### コンピレーション
- パイシーズ・イスカリオット - Pisces Iscariot (1994年)
- ジ・エアロプレイン・フライズ・ハイ - The Aeroplane Flies High (1996年)
- ロットン・アップルズ - Rotten Apples (2001年)

### DVD
- ヴューフォリア - Vieuphoria (2002年)

## 日本公演
- 1992年 2月21日 心斎橋CLUB QUATTRO　23日 名古屋CLUB QUATTRO　24日 CLUB CITTA　26日 渋谷CLUB QUATTRO
- 1994年 2月9日 中野サンプラザ　11日 ON AIR WEST　12日 名古屋CLUB QUATTRO　13日・14日 心斎橋CLUB QUATTRO
- 1996年 2月19日 尼崎アルカイックホール　20日 松下IMPホール　21日 愛知勤労会館　23日・26日 とどろきアリーナ　27日 渋谷公会堂
- 1998年 6月23日 日本武道館　24日 日本工学院八王子専門学校駐車場(ゲリラライブ)
- 2000年 6月20日 パシフィコ横浜　21日 宮城県民会館　24日 広島厚生年金会館　25日 Zepp Fukuoka　27日 大阪城ホール　28日  愛知厚生年金会館　30日 日本武道館  7月2日　東京国際フォーラム・ホールA
- 2010年 8月7日・8日 SUMMER SONIC 10　8月10日・11日 新木場STUDIO COAST
- 2013年 SUMMER SONIC 13